# Mirjana Djuric
Mirjana Djuric (* 14. Februar 1986 in Belgrad, Jugoslawien) ist eine serbische Volleyballspielerin.

## Karriere
Djuric wurde 2004 zur besten Aufschlägerin der Junioren-Europameisterschaft gewählt. 2005 kam sie an die University of Oregon. Ein Jahr später setzte sie ihre Karriere im Volleyball-Team der Florida State University fort. Nach der universitären Ausbildung wechselte sie 2009 zum finnischen Verein HPK Naiset, mit dem sie Vizemeister wurde. In der Saison 2010/11 spielte die Diagonalangreiferin in den Niederlanden beim TVC Amstelveen. Anschließend ging sie in die Ukraine zu Khimik Yuzhny und gewann dort die nationale Meisterschaft. Im Januar 2012 reagierte der deutsche Bundesligist Rote Raben Vilsbiburg auf seine zahlreichen verletzten Spielerinnen und verpflichtete die US-Amerikanerin, die in der laufenden Saison mit den Ukrainern noch gegen Vilsbiburg im CEV-Pokal gespielt hatte, nachträglich bis zum Saisonende.